# Jennifer Cramer
Jennifer Cramer (* 24. Februar 1993 in Frankenberg (Eder)) ist eine deutsche Fußballspielerin.

## Karriere

### Vereine
Cramer begann als Fünfjährige bei der JSG Röddenau/Birkenbringhausen mit dem Fußballspielen und gehörte dem Verein bis 2007 an. Von 2005 bis 2008 war sie mit einer Gastspielerlaubnis beim DFC Allendorf/Eder aktiv. 2008 folgte dann der Wechsel an die Potsdamer Sportschule „Friedrich Ludwig Jahn“ und damit in die Jugendabteilung des 1. FFC Turbine Potsdam. Während ihrer Schulzeit gewann sie die Schulweltmeisterschaft 2009. Mit der U-17-Mannschaft der Turbine gewann Cramer außerdem 2009 die deutsche Meisterschaft der B-Juniorinnen. Zur Saison 2009/10 rückte sie in den Kader der zweiten Mannschaft auf, die in der 2. Bundesliga Nord spielte. Am 19. September 2009 (6. Spieltag) debütierte sie beim 1:0-Sieg im Heimspiel gegen den SC 07 Bad Neuenahr in der ersten Mannschaft und gewann – wegen dieses einen Einsatzes – mit der Mannschaft ihre erste deutsche Meisterschaft. Ihr erstes Bundesligator erzielte sie in der Folgesaison – ebenfalls gegen den SC Bad Neuenahr – am 16. Oktober 2011 (7. Spieltag) mit dem Siegtreffer in der 70. Minute. Mit 19 Bundesligaspielen und zwei Toren trug sie zur Titelverteidigung bei. In ihrer dritten Spielzeit absolvierte sie 20 Bundesligaspiele und erzielte ein Tor.
Die Vertragssituation von Jennifer Cramer seit Mitte 2018 ist für Außenstehende widersprüchlich: Nachdem im September 2018 ein Artikel in den Potsdamer Neuesten Nachrichten erschienen war mit dem Tenor, dass der im Juni 2018 ausgelaufene Vertrag nicht verlängert worden war und sie darin selbst zitiert wurde mit „Ich hätte mir gewünscht, dass es noch weitergeht, Turbine ist schließlich in meinem Herzen“, veröffentlichte der Friederike Mehring im Namen des Vereins eine „Richtigstellung“, worin festgestellt wurde: „Jennifer Cramer ist weiterhin Mitglied und Spielerin des 1. FFC Turbine Potsdam und war, anders als die PNN in ihrem Artikel behauptete, zu keiner Zeit vereinslos.“ Gleichwohl war sie nicht mehr im Kader des Vereins aufgeführt und ihre Rückennummer 11 wurde Anfang 2019 neu vergeben. In einem Interview mit der Hessischen/Niedersächsischen Allgemeinen Ende Dezember 2018 wiederholte Jennifer Cramer ihre Auffassung, dass sie vereinslos sei. Der Verein wollte sich dieses Mal nicht dazu äußern.
Am 4. Februar 2021 wurde der Wechsel von Jennifer Cramer zum italienischen Erstligisten Pink Bari Calcio Femminile bekannt, den sie nach dessen Abstieg im gleichen Jahr wieder verließ.
Zur Spielzeit 2022/23 kehrte Cramer zu Turbine Potsdam zurück. Gemeinsam mit ihrem Heimatverein gelang ihr als Kapitänin in der Saison 23/24 der direkten Wiederaufstieg aus der 2. in die 1. Bundesliga. 
Auch zu Beginn der Saison 24/25 führte die Verteidigerin ihre Mannschaft mit der Kapitänsbinde aufs Feld. 
Cramer verließ nach erneutem Abstieg von Turbine Potsdam den Verein 2025. Zuvor suspendierte sie der Verein ein Spiel vor Saison-Abschluss, angeblich aufgrund einer vorgetäuschten Verletzung im letzten Heimspiel. Cramer selbst bestritt diesen Vorwurf zwar öffentlich, ging allerdings laut eigener Angabe nicht mehr dagegen vor, um den Verein nicht im Streit zu verlassen. Am 12. Juni 2025 wurde ihr Wechsel zur 1. Frauenmannschaft von Hertha BSC Berlin bekannt. Cramer trägt hier die Rückennummer 24.

### Nationalmannschaft

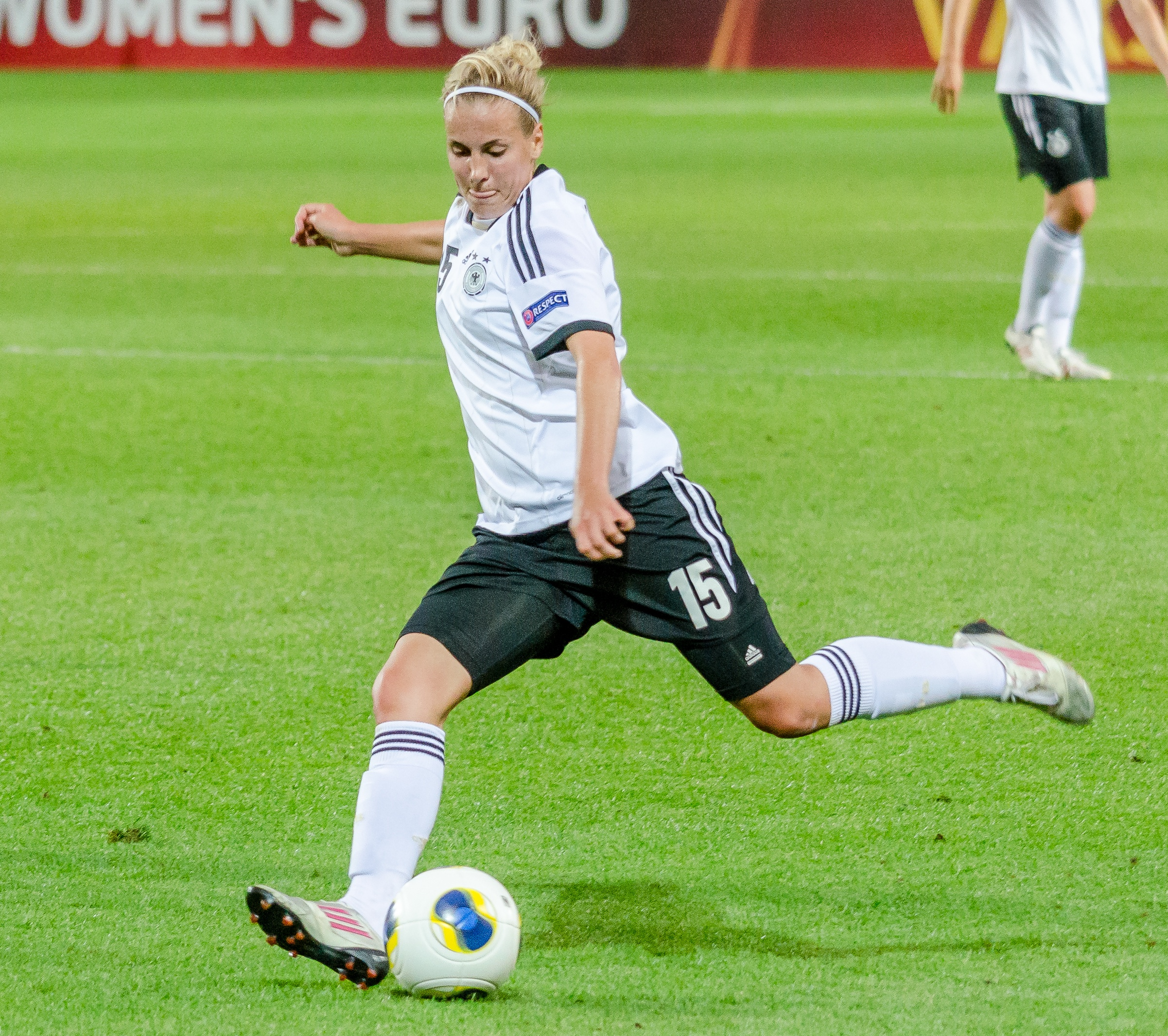
Cramer für Deutschland (2013)

Für die U17-Nationalmannschaft bestritt sie ihr erstes Länderspiel am 4. September 2009 beim 0:0 gegen die Auswahl Israels. Mit dieser Auswahlmannschaft nahm sie vom 22. bis 26. Juni 2010 an der Europameisterschaft 2010 in der Schweiz teil, kam in zwei Turnierspielen zum Einsatz und wurde mit der Mannschaft mit dem 3:0-Sieg gegen die Auswahl der Niederlande Dritte. Noch im gleichen Jahr erreichte sie mit der Auswahlmannschaft bei der Weltmeisterschaft in Trinidad und Tobago das Viertelfinale, das mit 0:1 gegen die Auswahl Nordkoreas verloren wurde.
Ihr Debüt in der U19-Nationalmannschaft gab sie am 23. Februar 2011 in Nettetal beim 2:0-Sieg gegen die Auswahl der Niederlande; in diesem Spieljahr absolvierte sie noch neun weitere Begegnungen. Vom 30. Mai bis 11. Juni 2011 nahm sie mit der Mannschaft an der Europameisterschaft in Italien teil und drang bis ins Finale vor, das mit 8:1 gegen die Auswahl Norwegens gewonnen wurde.
Für die U20-Nationalmannschaft kam sie zehnmal zum Einsatz, erstmals am 9. Februar 2012 in La Manga im Rahmen des Vier-Nationen-Turniers beim 1:1-Unentschieden gegen die Auswahl Norwegens.
Am 11. März 2013 debütierte sie in der A-Nationalmannschaft, die im Rahmen des Algarve-Cups in Lagos das Länderspiel gegen die Auswahl Norwegens mit 2:0 gewann. In der 31. Minute wurde sie für die verletzte Luisa Wensing eingewechselt.
Am 24. Mai 2015 wurde sie von Bundestrainerin Silvia Neid in den endgültigen Kader für die Weltmeisterschaft 2015 in Kanada berufen.

## Erfolge
- Europameister 2013
- Algarve-Cup-Sieger 2014
- Zweiter der U20-Weltmeisterschaft 2012
- U19-Europameister 2011
- Dritter der U17-Europameisterschaft 2010
- Deutscher Meister 2011, 2012
- DFB-Hallenpokalsieger 2014
- Deutscher B-Juniorinnen-Meister 2009, 2010
- ISF-Schulweltmeister 2009

## Sonstiges
Jennifer Cramer absolviert seit 2014 ein Studium zur Polizeikommissarin an der Fachhochschule der Polizei des Landes Brandenburg.